# Nagy szfinx
A gízai nagy szfinx a Föld egyik legnagyobb és egyben az egyik legrégebbi szobra. Oroszlántestű és emberfejű lényt ábrázol, ezzel minden későbbi ilyen alak (szfinx) prototípusa. Hozzávetőleg az i. e. 26. században készült, egyidőben az egyiptomi óbirodalom IV. dinasztiájának gízai piramisaival. 4500 éve áll a Nílus völgyének szélén, és mintegy jelképesen őrzi a piramisokat. Története során többször eltemette a homok, kiásták már az újbirodalom korában, majd a szaiszi időszakban, az újkorban pedig Napóleon egyiptomi hadjárata idején is csak a fej állt ki a homokból. Ma teljes méretében látható, a tetejétől a sziklaágyig megtisztították, ennek azonban az az ára, hogy a sivatagi szél újra erősen koptatja. A nagy szfinx ma veszélyeztetett műemlék.
Az arabok Abu'l Hól néven ismerik, ami azt jelenti: A rettenet atyja. Ezt a nevet arab népetimológia hozta létre a kopt hol vagy horun szóból, ami viszont az ókori Hór-em-akhet (görög Harmakhisz – Hórusz a Horizonton, vagy a Világosság országában) romlott alakja. Ilyen módon a Napistennel azonosított uralkodói képmásról volt szó.

## Adatai
A szfinx teljes hossza 72,55 méter, ebből az orra helyétől – mivel az orr hiányzik – a test végéig 57,29 méter jut, a többi az előrenyújtott mellső láb. 20,22 méter magas, testét két kőfejtés között fennmaradó szálkőzetből alakították, amelyhez kiegészítő tartozékokat építettek, ilyenek a mellső és hátsó lábainak egyes részei. A gigantikus méretű arc 4,1 méter széles, 5 méter magas, a fül 1,37, a – ma már hiányzó – orr 1,71 méteres volt.
Készíttetője újabban vitatott. Korábban egyértelműen Hafré személyéhez rendelték, mivel Hafré völgytemploma mellett áll, így a feljáró úttal együtt a Hafré-komplexum részét képezi. Egyre többen állítják azonban, hogy a szfinx inkább Hufut mintázza, és az ő idejében készült, Hafré csak felhasználta később a saját céljaira. Vasil Dobrev újabban felvetette, hogy az építtető Dzsedefré volt, aki apjának, Hufunak állított így emléket.

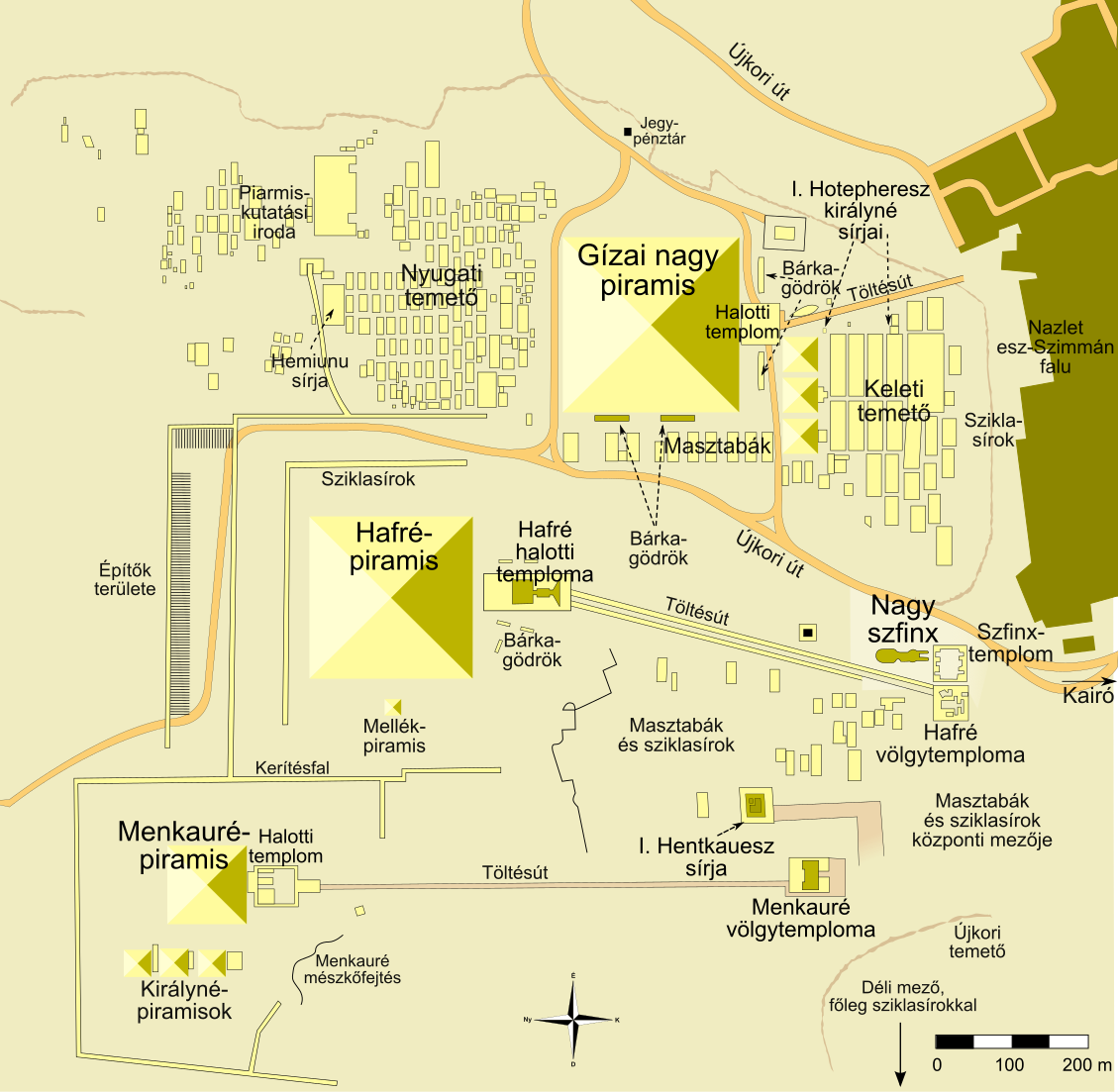
A gízai piramismező térképe a nagy szfinxszel

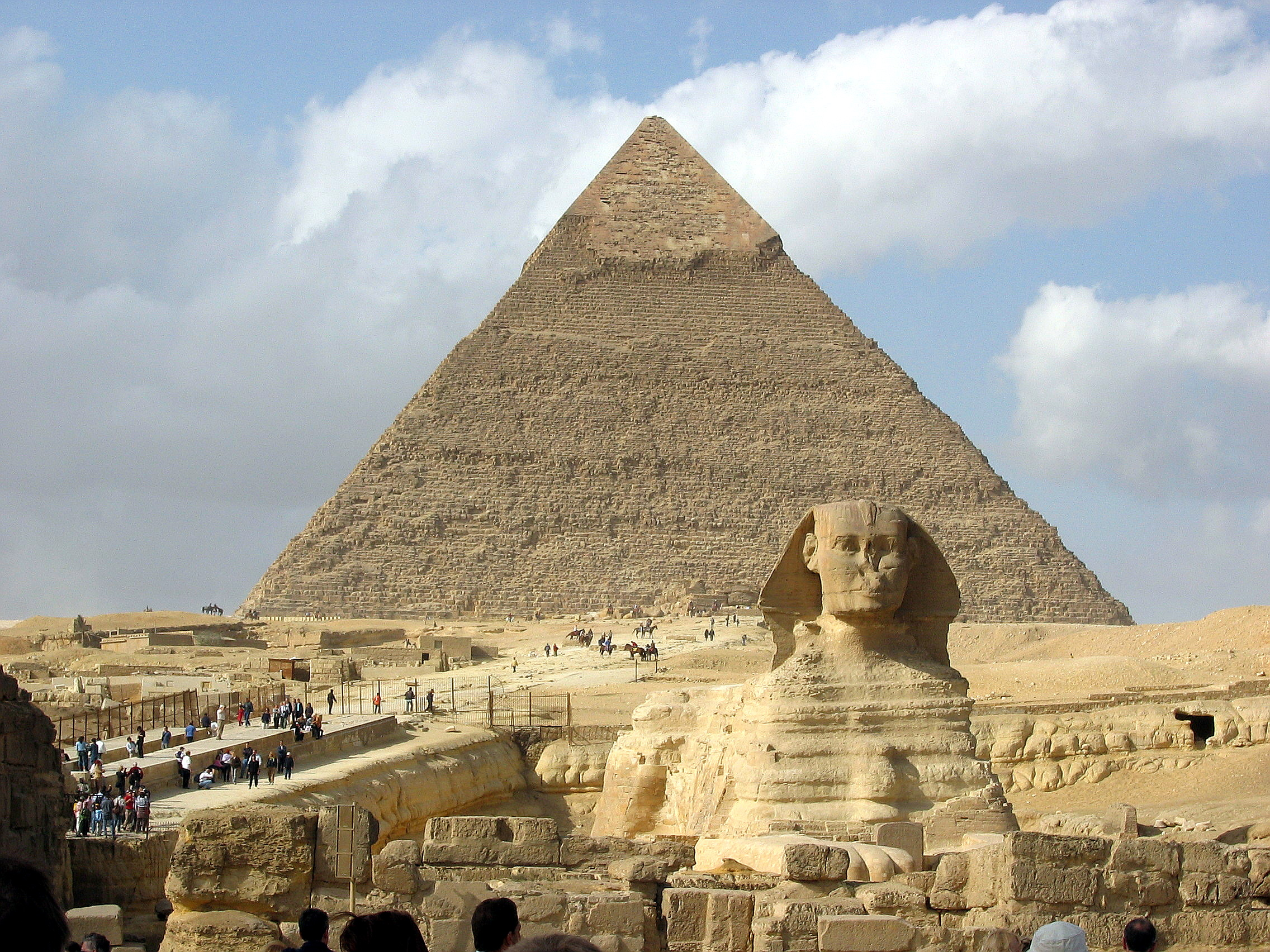
A nagy szfinx, háttérben Hafré piramisa

4500 évvel ezelőtt, az óegyiptomi IV. dinasztia idején készíthették, vagy Hufu vagy Hafré uralkodása alatt.
Furcsának tűnő arányai vannak: a test elnyújtott. A hosszú test valószínűleg annak a következménye lett, hogy a szobor közepe táján a kőzettestben hatalmas repedés van, emiatt a hátsó lábakat az anatómiailag pontos helyen nem tudták kialakítani (elvált volna a szobortól).
A szfinx első ismert felújítása IV. Thotmesz nevéhez fűződik, aki a két mancs között ma is meglévő nyitott kápolnát építtette. Ekkor egy szobrot, Lehner szerint feltehetőleg II. Amenhotep szobrát is odaillesztették a fej alá. II. Amenhotep temploma úgy épült, hogy hossztengelye pontosan a szfinx fejére nézzen. Thotmesz állíttatta az Álom-sztélét ugyanitt. A XVIII-XIX. dinasztia folyamán a Hafré-templomegyüttes elbontását megkezdték, és építőanyagát más építkezéseken használták fel, többek közt innen származik az Álom-sztélé kőtömbje is.

## Története
A gízai piramisok építésének korában, az óbirodalmi IV. dinasztia idején a Mokattam-fennsík még aktívan művelt kőbánya volt. Innen származik a helyben felépített piramisok és masztabák kőanyaga, de feltehetően már a szakkarai és dahsúri piramisok építőanyagának egy része is. Az egyiptológia mai álláspontja szerint a szfinx teste két kőfejtés között megmaradó szálkőzetből készült. A végén emberfejet kapott, ami egy szintén visszamaradt mészkőréteg maradék tömbje. Abban minden mértékadó vélemény megegyezik, hogy az aktuális uralkodó portréja került rá, az azonban vitatott, hogy Hufu, vagy Hafré. A szfinx körül egy trapéz alakú területen elegyengették és vízszintesre faragták a talajszintet. Nyugatról és északról még mindig a felhagyott kőbánya függőleges sziklafalai veszik körbe, délen Hafré feljáró útja, keletre pedig a szfinxtemplom.
Hafré idejében már feltétlenül készen állt, mivel a völgytemplomhoz vezető feljáró út szemmel láthatóan elkerüli a szfinxet. A szfinx külön templomot kapott a lábai elé. Ezt a hármas egységet (feljáró út, völgytemplom, szfinxtemplom) egyszerre, és úgy tervezték, hogy a legteljesebb mértékben megfeleljen a szfinx elhelyezkedésének.
A középkorban is széles körben ismert volt. Abdul Latif XII. századi arab író szerint „szépség és kellem ömlik el rajta, sőt elragadó mosoly sugárzik róla a néző felé”. Abdul Latif szerint mindazok között, amiket látott, a legcsodásabb az arányok pontossága a szfinx fején. Később a szobrot komolyabb emberi beavatkozások miatt sérülések érték. A XVIII. században a mameluk tüzérség célpontnak használta, és e miatt olyan sérüléseket szenvedett, hogy különösen orrának hiánya miatt ellapított arcot mutat.
Már 1910-ben Uvo Hölscher megfigyelte, hogy a szfinx testét alkotó kőzet azonos a völgytemplom kőzetanyagával, 1967–70-ben Herbert Ricke ugyanezt a megfigyelést tette a szfinxtemplommal kapcsolatban. Ezért feltehető olyan verzió is, hogy a szfinx éppen a templomok építése során használt kőbánya maradékából formálódott ki. 1980-ban Thomas Aigner geológus 173 darab építőkő rétegződésének tanulmányozásával Hölscher és Ricke megfigyelését igazolta.
A kialakítás sorrendje így alakult:
- A völgytemplom alapköveit a magasabban fekvő rétegekből, tehát előbb bányászták ki. Ez a fej körüli kőzetréteg;
- A völgytemplomot gránitlapokkal leburkolták, majd köré kerítésfalat emeltek;
- Ezután rögtön a szfinxtemplom alapozása következett, aminek során a völgytemplom északi kerítésfalát elbontották, hogy elférhessen a szfinxtemplom déli fala;
- A szfinxtemplom és a völgytemplom belső falazatát, oszlopait és egyéb elemeit végül nagyjából egyidőben, ugyanolyan kőanyagból építették fel.

Mark Lehner a fentiekből azt a következtetést vonja le, hogy a szfinx építtetője csakis Hafré lehetett. Ezt azzal is megerősíti, hogy a szfinx arcvonásai Hafré szobraira emlékeztetnek, amit számítógépes analízissel is igazolt.

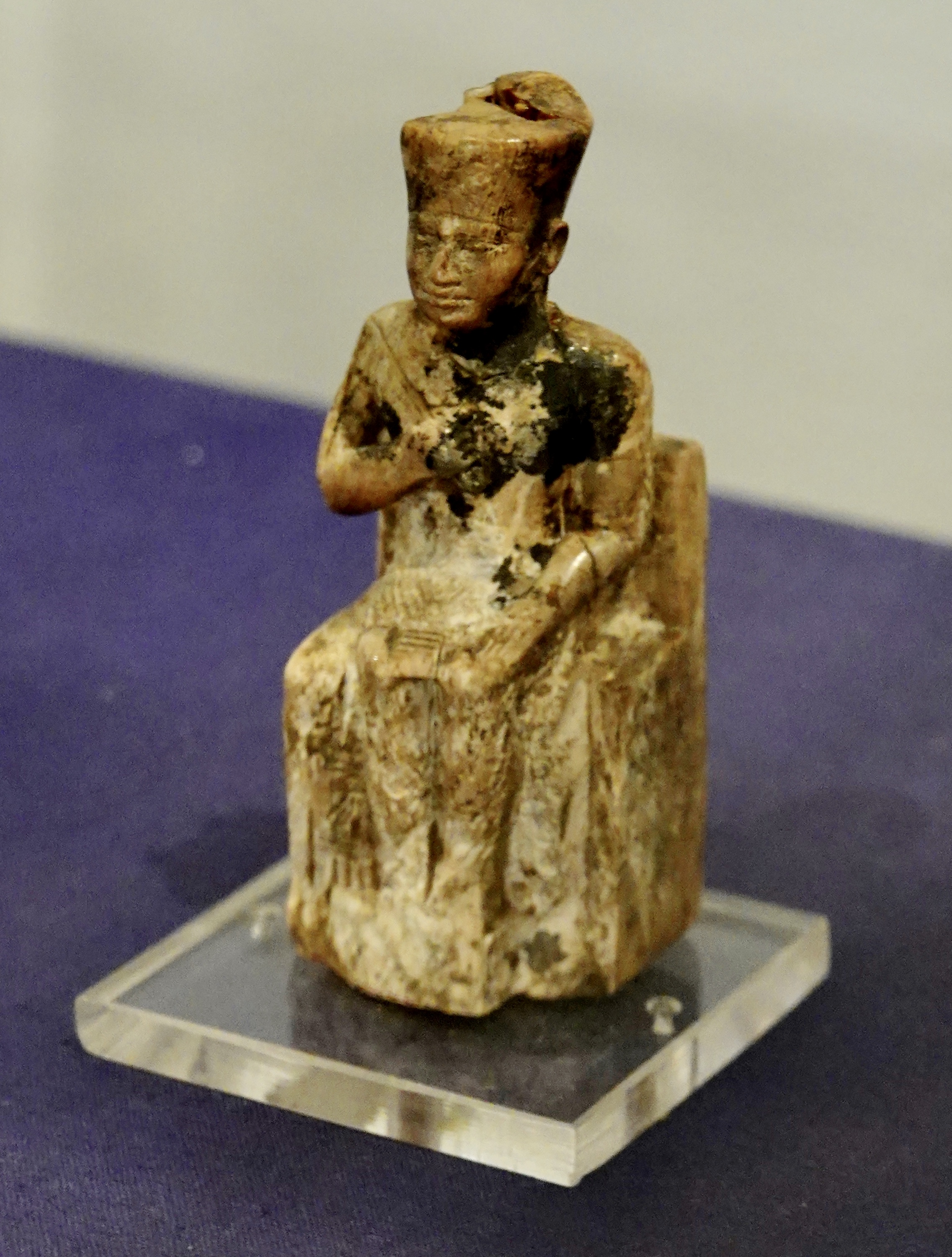
Az egyik lehetséges építtető, Hufu egyetlen azonosított szobra a kairói Egyiptomi Múzeumból

Rainer Stadelmann ezzel szemben úgy érvel, hogy minden bizonyíték Hufu mellett szól: Hufu egykori kőbányájának területén áll, a szfinx-portré inkább Hufura hasonlít, a szfinx fején levő nemesz Hufu szobortöredékét másolja, nem Hafré szobrait. Szerinte a tágra nyílt szemű arckifejezés is a Hufu-korabeli ábrázolásokra jellemző, csakúgy mint a fülek vonalvezetése. Perdöntőnek ítéli, hogy a szfinxen nincs szakállnak nyoma (a későbbi kiegészítést leszámítva), márpedig a IV. dinasztiában csak Sznofru és Hufu nem viselt szakállt.
Már az ókorban betemette a homok. Az i. e. 14. században IV. Thotmesz ásatta ki, később a XXVI. dinasztia idején újra kitakarították. Az i. e. 7. században, majd Septimius Severus alatt az i. sz. 3. század elején ismételni kellett a műveletet.
A középkor folyamán legtöbbször csak a fej látszott ki a homokból. Ez adott lehetőséget arra, hogy a mameluk hadsereg tüzérei rajta gyakorolják a célzást. Egy 14. századi sejk mély barázdákat vésetett rá, mivel a Korán tiltja az ember ábrázolását.
Az újkorban először 1818-ban, Caviglia ásta ki, de 1886-ban Gaston Masperónak újra kellett kezdeni, majd 1925–26-ban Baraize, francia építész irányításával megint. Ez utóbbi alkalmával már biztosították a homokhordalék ellen, ezért azóta nem temette be a homok.

## Nevének eredete

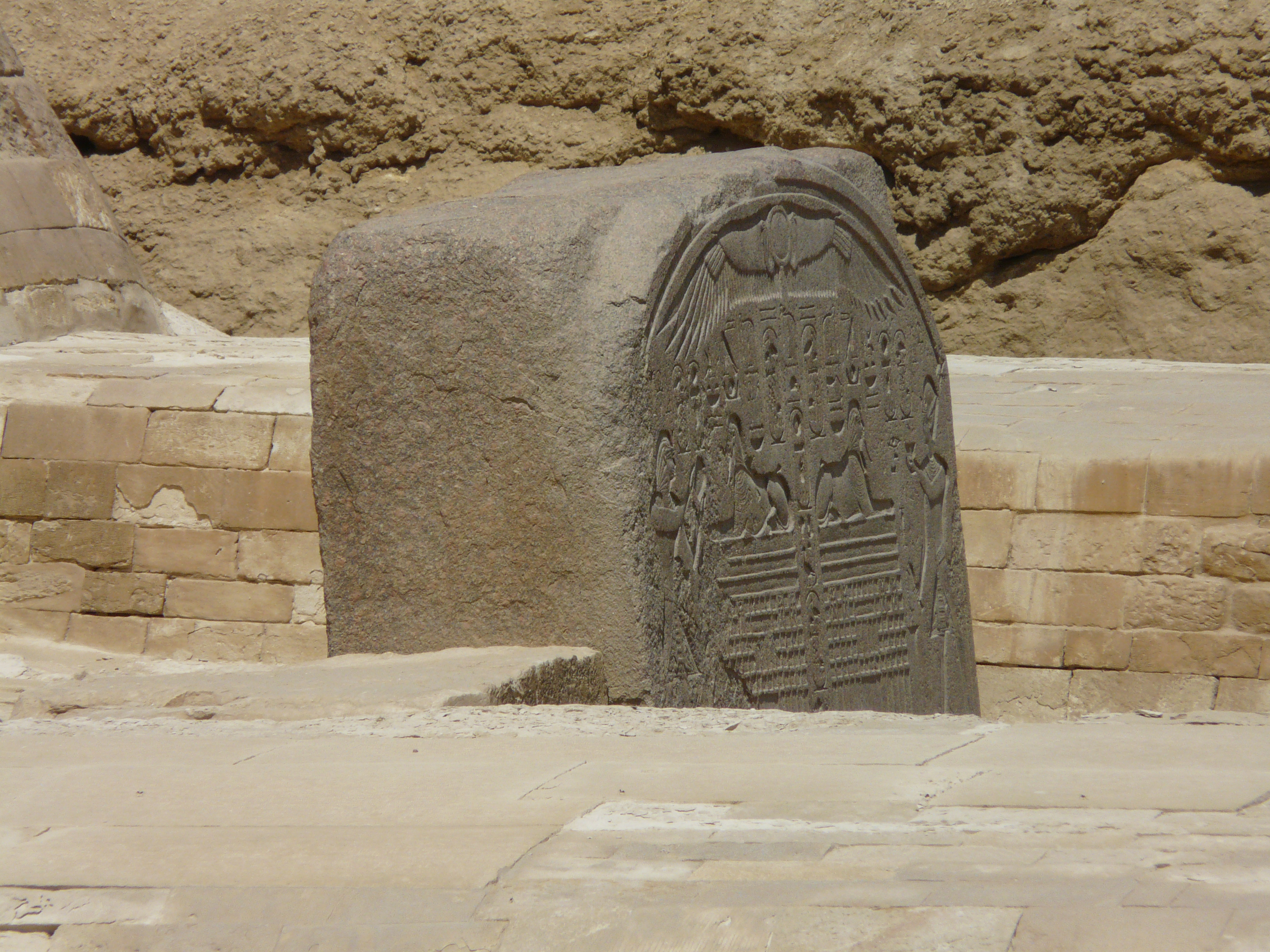
Az Álom-sztélé IV. Thotmesz idejéből Hafré völgytemplomának egyik ajtókeret-áthidalójából

Nevének görög eredetéről is vannak elképzelések, de mivel az óegyiptomi nyelvből is ismert olyan szókapcsolat, amelyből létrejöhetett, valószínűbb ez a verzió. Ez pedig a seszep ankh, ami élő képmást jelent. (Figyelembe veendő, hogy az attikai görög nyelvjárások többségében a ph betűkapcsolat nem f-ként, hanem p+h-ként olvasandó.) Alan Gardiner vetette fel először, hogy a szfinx név kapcsolatban lehet a seszep ankh (en) Atum kifejezéssel (Atum élő képmása), amit a későbbi időkben Egyiptomban a szfinx megnevezésére használtak. Maga a seszep ankh kifejezés már az óbirodalom korától ismert, és valószínűleg a seszep (el- vagy befogadni, megkapni) szóból ered, ezért az áldozati és fogadalmi képmásokra alkalmazták.
Atum isten, a Befejezett, a földön oroszlán képében jelent meg, mint Aker, az ősi istenség. Néha kettős oroszlánként ábrázolták, aki egyszerre volt Atum és Ruti, egyben utalva a teremtésmítosz azon változatára, ahol Atum Su és Tefnut létrehozója. Az oroszlánjelképek nemcsak Egyiptomban, de szerte az ókori Közel-Keleten egyfajta államhatalmi jelentést hordoztak (lásd például az asszírok oroszlános kapuit, az oroszlánvadászat királyi jelentőségét, stb).
A szfinxtemplom udvaráról nézve a Hafré-piramis és a Hufu-piramis úgy keretezi be a szfinx fejét, ahogyan azt a horizont jelentésű hieroglif jel két fényhegye ábrázolja, amint a Napkorongot övezik. 
| N27 |

A Nagy Szfinx mellé telepített hangszórókból minden nap hallható az a téves információ, miszerint Hérodotosz nevezte volna el. Hérodotosz azonban nem látta a Szfinxet és egyetlen szóval sem említi. Az első nem-egyiptomi, aki megemlítette, Caius Plinius Caecilius (idősebb Plinius) volt.

## A szfinxtemplom
A szfinxtemplomot Emile Baraize csak 1925-ben találta meg, miután a 15 méter magasságú törmelékhegyet elhordták. Padlója 2,5 méterrel mélyebben helyezkedik el a szfinx talajszintjénél. Az egyiptológia csak következtet, amikor azt állítja, hogy e templomot a szfinx számára emelték, mivel nemcsak a templomot, de magát a szfinxet sem említi egyetlen óbirodalmi szöveg sem. A középbirodalom korában keletkezett Westcar-papirusz már a templom felújítását mutatja be. A templom részben elvágja a völgytemplom északi részét, részben annak északi kerítésfala helyére épült.
A szfinxtemplom Hafré halotti templomának koncepcionális másolata, annyi eltéréssel, hogy nem 12, hanem 10 darab királyszobor állt benne. Padlójának burkolata alabástrom, a mészkő pilléreket vörös gránittal burkolták. A szfinxtemplom egyedülálló módon két darab, egy keleti és egy nyugati szentéllyel rendelkezik.

## Hatása
Ez a második legrégebbi ismert szfinxábrázolás. Ebből a tényből arra lehet következtetni, hogy az összes későbbi egyiptomi szfinx-szobor ennek, a hatalom jelképévé vált ábrázolásnak az utánzása. A szfinx a görög mitológiába is beépült.

## Alternatív elmélet
Egy közkeletű mai alternatív elmélet azt állítja, hogy a nagy szfinxet legkevesebb 13 000 évvel ezelőtt építették. Erre egyetlen valódi, tudományos érvet tudnak felhozni, mégpedig azt, hogy a szfinx testén víz okozta eróziós nyomok (a lefolyás apró csatornái) találhatók. Egyiptom éghajlata i. e. 8000-től kezdve száraz, sivatagos, így a 4500 éves szobron nem alakulhattak volna ki ilyen eróziós nyomok.
Az elméletet elsősorban kronológiai megfontolások cáfolják: a szfinx bizonyosan egyszerre épült a gízai piramisokkal, valamint Hafré völgytemplomával és a szfinx-szentéllyel, hiszen Hafré kőbányájának közepén áll, ezért van ma is gödörben, mert az akkor lemélyített térszínből csak azért áll ki, mert helyben maradt. Ezt a geológia adatai is megerősítik. Következésképp vagy fel kell tennünk, hogy a gízai piramismező és a templomok is legalább 10 000 évesek, vagy helytelen az elmélet. A piramismező dátumának módosítása azonban az egyiptológia álláspontja szerint nem lehetséges, mert minden eddigi tudományos eredmény azok 4500 éves (± néhány száz év) korát erősíti meg. Sőt vannak olyan tudósok, akik a piramisok korát még ennél is közelebb kívánják hozni a mához (David Rohl, Heribert Illig) különböző érvekkel.
A 12 000 éves szfinx elméletének cáfolata pedig a ma már ismert készítési módban rejlik: a két kőfejtés között kihagyott szikla valószínűleg természetes törésvonalak mentén alakult ki, és a természetes módon kiformálódó tömb ihlette az alkotókat a szobor létrehozására. A tömb teteje, valamint az oldalát ma alkotó egykori hasadékok 12 000 évvel ezelőtt is a felszínen voltak, illetve ki voltak téve az esővíz lefolyásának, annak eróziós hatásainak. Ilyenformán a vízerózió nyomai csak azt bizonyítják, hogy a szfinx melyik mai részei voltak szabadon a szobor elkészítése előtt is.